# Scott Redding
Scott Redding (Quedgeley, 4 januari 1993) is een Engels motorcoureur die uitkomt voor het Aruba.it Ducati Team in de World Superbike-klasse. Hij rijdt op een Ducati.
In de jaren 2014 en 2015 kwam Scott uit voor het team Marc VDS Racing Team in de MotoGP. Op 22 juni 2008 werd hij met vijftien jaar en 170 dagen de jongste winnaar van een Grand Prix ooit. Hij deed dit in zijn thuis-Grand Prix in Donington in de 125cc-klasse. Deze titel droeg hij tot 18 november 2018.
In 2016 maakte Scott de overstap naar Ducati PRAMAC. Op deze machine werd hij derde in Assen.

## Statistiek
| Seizoen | Klasse | Motor   | Races | Overw. | Podium | Poles | Ptn    | Pos |
| ------- | ------ | ------- | ----- | ------ | ------ | ----- | ------ | --- |
| 2008    | 125cc  | Aprilia | 17    | 1      | 1      | 0     | 105    | 11e |
| 2009    | 125cc  | Aprilia | 16    | 0      | 1      | 0     | 50.5   | 15e |
| 2010    | Moto2  | Suter   | 17    | 0      | 2      | 0     | 102    | 8e  |
| 2011    | Moto2  | Suter   | 17    | 0      | 0      | 0     | 63     | 15e |
| 2012    | Moto2  | Kalex   | 17    | 0      | 5      | 0     | 165    | 5e  |
| 2013    | Moto2  | Kalex   | 15    | 3      | 7      | 3     | 225    | 2e  |
| 2014    | MotoGP | Honda   | 18    | 0      | 0      | 0     | 81     | 12e |
| 2015    | MotoGP | Honda   | 18    | 0      | 1      | 0     | 84     | 13e |
| 2016    | MotoGP | Ducati  | 18    | 0      | 1      | 0     | 74     | 15e |
| 2017    | MotoGP | Ducati  | 18    | 0      | 0      | 0     | 64     | 14e |
| 2018    | MotoGP | Aprilia | 18    | 0      | 0      | 0     | 20     | 21e |
| Totaal  | Totaal | Totaal  | 189   | 4      | 18     | 3     | 1033.5 |     |

| Seizoen | Klasse           | Motor  | Races | Overw. | Podium | Poles | Ptn | Pos |
| ------- | ---------------- | ------ | ----- | ------ | ------ | ----- | --- | --- |
| 2019    | Britse superbike | Ducati | 25    | 10     | 18     | 8     | 697 | 1e  |
| Totaal  | Totaal           | Totaal | 25    | 10     | 18     | 8     | 697 |     |

| Seizoen | Klasse    | Motor  | Races | Overw. | Podium | Poles | Ptn | Pos |
| ------- | --------- | ------ | ----- | ------ | ------ | ----- | --- | --- |
| 2020    | Superbike | Ducati | 24    | 5      | 14     | 3     | 305 | 2e  |
| 2021    | Superbike | Ducati | 39    | 7      | 24     | 3     | 501 | 3e  |
| Totaal  | Totaal    | Totaal | 63    | 12     | 38     | 6     | 806 |     |